# يورغن يونغ
يورغن يونغ (بالنرويجية البوكمول: Jørgen Young)‏ هو سياسي نرويجي، ولد في 17 أبريل 1781، وتوفي في 26 فبراير 1837. انتخب عضو برلمان النرويج ‏.